# Cabarestafette
De Cabarestafette is een vorm van cabaret, waarbij drie beginnende cabaretiers per avond mogen optreden. De plaats van handeling is wisselend. Het evenement bestaat sinds 1985. Het format is voortgekomen uit een samenwerkingsverband van Harry Kies Theaterprodukties en Mojo Theater Productions.
Veel in Nederland bekend geworden cabaretiers hebben in de loop der jaren op een podium in het kader van de Cabarestafette gestaan, bijvoorbeeld:
- Acda en De Munnik
- Arie & Silvester
- Vincent Bijlo
- Javier Guzman
- Brigitte Kaandorp
- Howard Komproe
- Lebbis en Jansen
- Theo Maassen
- Niet Uit Het Raam
- Plien en Bianca

- Eric van Sauers
- Hans Teeuwen & Roland Smeenk
- Sanne Wallis de Vries
- Ashton Brothers
- Sara Kroos
- Hans Liberg
- De Vliegende Panters
- Waardenberg & de Jong
- Ajuinen en Look
- Najib Amhali

- Lenette van Dongen
- Guido Weijers & Joost Arnoldussen
- Wim Helsen
- Marc-Marie Huijbregts
- Jochem Myjer
- Niet Schieten!
- Veldhuis & Kemper
- Bert Visscher
- Micha Wertheim